# Agorius semirufus
Agorius semirufus är en spindelart som beskrevs av Simon 1901. Agorius semirufus ingår i släktet Agorius och familjen hoppspindlar. Inga underarter finns listade i Catalogue of Life.